# Gagrella ovata
Gagrella ovata is een hooiwagen uit de familie Sclerosomatidae.